# Nesticella songi
Nesticella songi är en spindelart som beskrevs av Chen och Zhu 2004. Nesticella songi ingår i släktet Nesticella och familjen grottspindlar. Inga underarter finns listade i Catalogue of Life.